# FK Modriča

FK Modriča Maxima är en bosnisk fotbollsklubb från Modriča, Republika Srpska, Bosnien och Hercegovina. Klubben bildades 1922 och spelar för närvarande i Premijer Liga Bosne i Hercegovine. De vann ligan säsongen 2007/2008. Klubben spelar sina hemmamatcher på Maxima-stadion ("dr Milan Jelić) som har en kapacitet för 4 000 åskådare.
FK Modričas tränare heter Slaviša Božičić.